# Pálfi Ervin
Pálfi Ervin (Szabadka, 1980. augusztus 24. –) Jászai Mari-díjas vajdasági magyar színművész. 

## Életpályája
Az Újvidéki Művészeti Akadémián Hernyák György osztályában diplomázott, színész szakon. 2003-2013 között az akadémia tanársegédje volt. 2003-tól a Szabadkai Népszínház tagja, mellette szerepelt a Kosztolányi Dezső Színház előadásaiban is.

## Fontosabb színházi szerepei
- L.Bricuise-F.Wildhorn: Jekyll&Hyde (Basingstoke XIV. püspöke)
- Moliére: Botcsinálta doktor (Valér)
- Szigligeti: Liliomfi (Szellemfi)
- Bakonyi: János Vitéz (Bagó)
- Shakespeare: Windsori víg nők (Sir Hugh Evans)
- D. Kiš: Siratófal (Lantos)
- José Triana: Gyilkosok éjszakája (Bebe)
- Tasnádi István: Titanic vízirevü (Tüdő),
- Szophoklész: Antigoné (Thébai ifjú)
- Kristof-Eldad-Brestyánszki: Nem fáj! (Lucas)
- Rideg Sándor – Tímár Péter: Indul a bakterház (Roma zenész)
- Dough Wright: Toll (De Coulmier abbé)
- Georges Feydeau: Bolha a fülbe (Camille Chandebise)
- Harold Pinter: Étellift (Ben),
- Görgey Gábor: Komámasszony, hol a stukker? (K.Müller)
- Spiró György: Csirkefej (Srác)
- Brandon Thomas: Charlet nénje (Charley)
- Nikolaj Koljada: Murlin Murlo (Öregasszony)
- Mezei-Pálfi-Szőke-Brestyánszki: Záróra (Tommy)
- Csáth-Fekete: Emma (Ádám)
- Bulgakov: Moliére (Moirron)
- Gorkij: Kicsik és polgárok (Siskin)
- Glowacki: Negyedik nővér (Ivan Pavlovics Pjetrov)
- Shakespeare: Vízkereszt (Sebastian)
- Müller-Seress: Szomorú vasárnap (Seress Rezső)
- Háy János: A Gézagyerek (Géza)
- Kiss Csaba: Veszedelmes viszonyok (Danceny)
- Mezei-Pálfi-Szőke-Brestyánszki: Safe House (Jamie)
- Visniec – Gyarmati: Lápon (férfi)
- Brestyánszki: A tengeren nincsen sár (Frank)
- Zágon-Nóti-Eisemann: Hyppolit, a lakáj (Konferanszié, zenész)
- Csáth-Brestyánszki-Dömötör: Egy elmebeteg nő naplója (Csáth)
- Csehov: Cseresznyéskert (Trofimov)
- Zalán-Andrić: Aska és a farkas (Kese vadász)
- Marius von Mayenburg: A csónya (Lette)
- Lénárd Róbert: Virrasztók (Dominik)
- Tasnádi: Tapasztalt asszony (férfi)
- Szirmai-Bakonyi-Gábor: Mágnás Miska (zenész)
- Biljana Srbljanović: A halál nem bicikli... (Jokić)
- Alfred Jarry: Übü király (Übü papa)
- Brestyánszki B.R.: Vörös (férfi)
- Shakespeare: Macbeth (Cafka)
- Tasnádi István: Kupidó (Falk)
- Lev Birinszkij: Bolondok tánca (Kozakov)
- Alfredson-Danielsson: OIcasso kalandjai (Picasso)
- Schiller: Rablók és gyilkosok (Karl és Franz)
- Kosztolányi Dezső: Édes Anna (A Tatárt játszó színész)
- Hans Alfredson – Tage Danielson: Picasso kalandjai (Picasso)
- Ingrid Lausund: Gerincbántalmak (Kretzky)
- Háy János: Kemping (férfi)
- Ana Đorđević: Fekete királynők (A királynő bátyja)
- Shakespeare: A vihar (Ariel)

## Filmes és televíziós szerepei
- Bolygótűz (2003)
- Anyám és egyéb futóbolondok a családból (2015) – Weisz Aladár
- Egy másik életben (2019) – Nenad Petrov
- A Nagy Fehér Főnök (2022) – Abonyi

## Díjai és kitüntetései
- Pataki László-gyűrű (2008, 2009)[1][4]
- Jászai Mari-díj (2010)[1]